# Hot Lava (видеоигра)
Hot Lava — приключенческая видеоигра, разработанная и изданная Klei Entertainment . Объявленная в 2016 году, она была разработана Марком Лапрери до того, как его нанял Klei. Он основан прежде всего на одноименной детской игре.

## Геймплей
Hot Lava — это приключенческая видеоигра в жанре паркура от первого лица. В игре игрок управляет персонажем, когда он прыгает, перепрыгивает через стену и перелетает с объекта на объект. Некоторые из предметов включают столы, диваны и стулья. Со временем игрок открывает различные новые спортивные способности, включая двойные прыжки.

## Сюжет
Сюжет нелинейный и расплывчатый, но вращается вокруг игрового персонажа «Сквирт» и их старшей сестры (представленной фигурками в натуральную величину), когда они играют в пятнашки, погоню и «пол — лава». Действие происходит в фантазийных версиях детской среды, а именно в спортзале, Детская площадка, Школа, Оптовая торговля, Мастер-класс и подвал. Каждая из этих сред имеет «основной уровень», состоящий из версии реального мира с различными порталами в фантазийную версию, разработанную в соответствии с воображением ребёнка, каждый из которых требует прохождения курса.
Каждый курс имеет множество задач, включая прохождение курса за определённое количество времени или поиск скрытых предметов коллекционирования.

## Разработка и релиз
Hot Lava — это первая 3D-игра от Klei Entertainment, разработчиков Don’t Starve и Invisible, Inc., основанная на одноименной детской игре. Игра начиналась как «страстный проект». Марка Лапрайри, на который повлиял мод для скалолазания («kz climb») в Counter-Strike: Global Offensive, до того, как он был нанят Klei Entertainment. Лапрайри ранее работал над Dead Rising 2 и Dead Rising 3, а также над фильмом Klei «Don’t Starve». Hot Lava была отправлена в систему Greenlight Steam, с помощью которой сообщество голосует за то, нравится ли им игра. Игра прошла менее чем за сорок часов.
Официальный трейлер геймплея Hot Lava был выпущен 29 августа 2016 года. Предварительное бета-тестирование было временно доступно.
Klei добавила совместимость с Steam Workshop, позволив игрокам разрабатывать и публиковать свои собственные карты паркура, чтобы другие могли играть в игре. Некоторые из них широко представлены в официальном разделе выбора уровней игры.

## Оценки

### Предварительный релиз
Многие журналисты, занимающиеся видеоиграми, сравнивали Hot Lava с Mirror’s Edge, другой видеоигрой, основанной на паркуре.

### Почести
Игра была номинирована на «Приключение» и «Многопользовательскую / соревновательную игру» на премии Webby Awards 2020.